# 弗賴堡 (北達科他州)
弗賴堡（英語：Fryburg）是位於美國北達科他州比靈斯縣的非建制地區。

## 歷史
弗賴堡的郵局於1911年設立，其後於1971年停運。

## 地理
弗賴堡所處的海拔為高於海平面849米（即2786英呎），而該地所採用的時區為UTC-7，即北美山地时区（MST）。同時該地設有夏令時間，為UTC-7調快一小時，即UTC-6（MDT）。